# 吉田千恵
吉田 千恵（よしだ ちえ、1月18日 - ）は日本で活動するミュージカル俳優である。京都府南丹市出身。劇団四季所属。

## 来歴
京都府立南丹高等学校を経て大阪音楽大学、大阪音楽大学専攻科を卒業後2008年10月に劇団四季のオーディションに合格し四季へ入団する。2010年4月11日にJR東日本アートセンター四季劇場［秋］で開幕したサウンド・オブ・ミュージック東京公演初日オリジナルキャストとしてのアンサンブル7枠役が初舞台出演となった。2011年には雪ん子のゆき役で初めて主役を演じ、その後も夢から醒めた夢のマコ役も演じている。ジョン万次郎の夢ではストーリーテラーとしてポリー役を演じている。

## 主な出演作品
- サウンド・オブ・ミュージック（2010年アンサンブル7枠）
- 美女と野獣（2010年 緑シリーガールズ）
- 雪ん子（2011年ゆき）
- 夢から醒めた夢（2011年マコ）
- ジーザス・クライスト＝スーパースター（2012年エルサレム・ジャポネスクバージョン）
- 桃次郎の冒険 （2013年スモモ）
- ジョン万次郎の夢（2014年ポリー）
- ※括弧内の年は初出演年